# Зайцев, Никита Владимирович
Ники́та Влади́мирович За́йцев (прозвище Зо́льцман; 6 февраля 1956, Ленинград — 23 августа 2000, Санкт-Петербург) — советский и российский рок-музыкант, гитарист и скрипач. Наиболее известен по выступлениям с группой DDT. «Человек в плаще и скрипке», «струнно-щипковый цех».

## Биография

### Первые годы

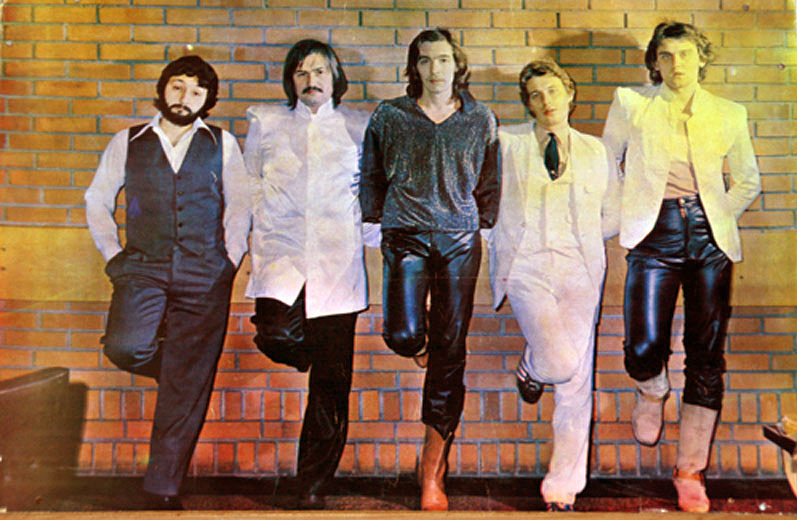
Никита Зайцев (второй справа) в группе «Цветы»

Родился в Ленинграде. Отец был инженером-конструктором и играл на саксофоне в джаз-оркестре, мать работала инженером в институте Крылова. Старший брат учился в математической школе и занимался спортом. В возрасте шести лет, по настоянию частного педагога, родители отдали Зайцева в музыкальную школу, в класс фортепиано, но после прослушивания его взял к себе один из лучших на тот момент скрипичных преподавателей Ленинграда — Семён Хазанов. Помимо занятий музыкой, с десяти лет и до юношеского возраста Зайцев играл в хоккей (нападающим в команде «Динамо»), а также выступал за футбольную команду «Сокол».

 Я, в общем-то, никогда не был в мире рок-клуба, но все равно всех знал, через того же Борю Гребенщикова, с которым мы были почти соседями. Он жил от меня где-то в паре трамвайных остановок.

Из Московского района, где я жил, вообще вышло много известных людей. Например, Сережа Курехин жил буквально напротив меня. И у нас была такая традиция, что все приходили ко мне и слушали пластинки, поскольку у меня была большая коллекция. В частности, Боря тоже приходил послушать или же приносил какие-то свои. Мы вместе ездили на «сейшны», где я играл с «Санкт-Петербургом», и он тоже пел несколько песен под гитару.— Никита Зайцев
В ноябре 1972 года перед серией выступлений в ломоносовском «Манеже» появился в группе «Санкт-Петербург», до этого отыграл год в Военмехе с «Гуслярами». Летом 1972 года Никита Зайцев уехал на спортивные сборы, но после в группу не вернулся, а в октябре был приглашён в «Санкт-Петербург». Никита Лызлов, участник «Санкт-Петербурга», ставший куратором Никиты, помогал ему готовиться к школьным экзаменам.
В декабре 1973 года Николай Корзинин, Виктор Ковалёв и Никита Зайцев, отыграв запланированные концерты и разделив аппаратуру, покинули «Санкт-Петербург» и, пригласив за барабаны Михаила (Майкла) Кордюкова, организовали «Большой железный колокол». Они дебютировали в новом качестве 25 декабря на сцене ДК им. Свердлова.
20 января 1974 года группа «БЖК» приняла участие в полуподпольном рок-фестивале в ДК им. Орджоникидзе. В октябре 1974 года по линии ЛДХС устроились играть на танцах в доме культуры посёлка Левашово. В феврале 1975 года Корзинин, Ковалёв, Зайцев, Ольга Першина и Ростислав Панфилов уволились из Левашово.
17 марта 1975 года «Большой железный колокол» в составе Корзинин, Ковалёв, Зайцев, Владимир Козлов (гитара, «Союз любителей музыки рок») и Ростислав Панфилов (саксофон) выступает в Таллинне в официальной программе Дней молодёжной музыки, где его снимает местное телевидение. С марта по май играли на танцах в Арктическом Мореходном Училище. 7 мая вместе с «Авророй» дали концерт в Доме Архитекторов. В июне 1975 года «Большой железный колокол» переехал в ДК «Детскосельский» в Пушкине, однако, условия администрации не устроили музыкантов, и они, не выступив там ни разу, перебрались в Понтонный, где и играли до сентября.
В октябре 1975 года группа, по предложению Александра Златкина, определяется на работу в Красноярскую филармонию и некоторое время выступает под названием ВИА «Енисейские зори». В апреле 1976 года они вернулись в Ленинград и устроились играть в посёлок Коммунар под Павловском. В августе 1976 года гитарист Борис «Боб» Белявский предложил им работу на турбазе на горе Чегет. Позже Никита Зайцев оставляет группу, и она распадается. Работал у эстрадной певицы Таисии Калинченко, играл в ресторанах, сотрудничал с музыкантами «Добры молодцы».
В конце 1977 года Геннадий Барихновский, Юрий Бушев и Юрий Степанов объединились с Никитой Зайцевым и Николаем Корзининым под вывеской «Неофициальный визит» (или «Мифический колокол»), но после своего единственного концерта эта супергруппа распалась.

### 1980-е
В 1981 году играл в «Группе Стаса Намина» (гитара и скрипка). Именно там Зайцев получил в подарок от Фрэнка Заппы электронную скрипку. Вернувшись в Ленинград, короткое время выступал в гостинице «Европейская», в ансамбле под руководством Александра Колпашникова. В период с осени 1985 года по весну 1987 года за хранение наркотиков (статья 224 УК РСФСР) отбыл срок.
В 1987 году Никита Зайцев (соло-гитара) участвует в записи сольного альбома Николая Корзинина «Камни Санкт-Петербурга».
Весной 1987 года присоединяется к ДДТ. Помимо лидер-гитары, играл также на скрипке. С Юрием Шевчуком Зайцев познакомился в апреле-мае 1987 года, встретившись с барабанщиком Игорем Доценко по рекомендации Геннадия Барихновского... По итогам рок-фестиваля в Черноголовке 27—28 июня 1987 года признан среди лучших гитаристов.
В конце восьмидесятых Зайцев участвует в возрождении групп «Санкт-Петербург» и «Большой железный колокол» (под названием «Неприкосновенный запас»).
В октябре 1988 года Корзинин и Зайцев создали «Неприкосновенный запас» с участием Александра Бровко (гитара, гармоника), Юрия Иваненко (бас), Юрия Соколова (ударные), Юрия Задорова (клавишные), удачно выступив на рок-фестивале журнала «Аврора» на Елагином острове (1989). Они изредка давали концерты, сделали несколько номеров на студии ДДТ и распались весной 1993 года.
Концертировать «НЗ» удавалось нечасто: «ДДТ» в то время активно разъезжали по всей стране, поэтому Зайцев был перманентно занят по основному месту работы. В начале 1990-х годов две песни группы вышли на одной из пластинок так называемой сигнальной серии, издававшейся питерским отделением фирмы «Мелодия».
В самом конце 1992 года, когда Зайцев расстался с «ДДТ», они с Корзининым реформировали «Неприкосновенный запас». В новую версию группы вошли бас-гитарист Сергей Березовой и барабанщик Александр Ерин. Группа репетировала в зале при бассейне «Волна» на Московском проспекте и на протяжении зимы-весны сыграла ещё несколько концертов, в частности, в феврале 1993 года, вместе с «ДДТ», «Алисой» и «Храмом мира», приняла участие в концерте в «Юбилейном», посвящённом очередной годовщине вывода советских войск из Афганистана. Подготовка нового репертуара «НЗ» застопорилась из-за проблем с наркотиками и, как следствие, со здоровьем у Никиты Зайцева. Он перестал появляться на репетициях, а вскоре и сам «Неприкосновенный запас» распался.
Зайцев играл с ДДТ как участник группы на альбомах «Я получил эту роль», «Оттепель», «Пластун», «Это всё», «Мир номер ноль», «Метель августа».

### Первая половина 1990-х
В 1990 году Никита Зайцев присутствовал на концерте, посвящённом 10-летию группы ДДТ, снятом на видео под названием «Старая дорога».. Много лет позже её переделали и выпустили для альбома «Единочество II. Живой», она стала называться «Кладбище», и скрипки Зайцева там уже не было. В 1991 году Зайцев поучаствовал в качестве скрипача и соло-гитариста в записи музыкального проекта бывшего клавишника группы «Мифы» Юрия Степанова «Gypsy Love». Альбом этот так и не был издан, и Степанов не увидел треки на будущем сборнике памяти Зайцева «Послезвучие», так как 16 июля 2010 г. умер в лондонском госпитале Чаринг-Кросс от скоротечной и неизлечимой болезни.
В связи с проблемами со здоровьем в середине 1990-х гг. Зайцев некоторое время выступал с ДДТ нерегулярно, в качестве сессионного музыканта.

 К общему великому сожалению из группы уволен Никита Зайцев — работать с ним становится невозможно. Придуманное им знаменитое соло в песне «В последнюю осень» на записи сыграл Саша Бровко.— Вадим Курылёв
Зайцев присоединяется к Анонимным алкоголикам и по программе «12 шагов» совершает поездку в США. В 1992 году участвует в записи альбома группы «Алиса» «Для тех, кто свалился с Луны» (скрипка в песне «Кибитка»).
В 1993 году сопровождал группу Валерия Белинова, «Belinov Blues Band», во время выступлений в Санкт-Петербурге.
Июль 1993 года. Никита Зайцев даёт сольные концерты в ресторанах Калининграда. 23 декабря 1993 года в составе ДДТ играл на скрипке на акустическом концерте в БКЗ «Октябрьский». В 1994 году он был привлечён как скрипач-солист в процессе создания альбома ДДТ «Это всё», исполнил партию электро-скрипки в песнях «Четыре окна» и «Белая ночь» (второе соло).

### Вторая половина 1990-х
25 июня 1995 г. Никита Зайцев (скрипка) выступил на концерте 15-летия группы ДДТ на стадионе «Петровский». Его игру можно услышать и на альбоме «Периферия» в серии «Переиздание XXI век», в конце бонус-трека под номером 8.
В 1997 году Никита Зайцев (гитары, скрипка), как главный аранжировщик, принял участие в записи альбома группы «Санкт-Петербург» «Классика». Его гитарное и скрипичное исполнение присутствует также на альбоме «Живьём!», изданным лейблом АнТроп в 2003 году. Кроме того, скрипка и гитара на альбоме «Революция» 1997 года, переизданного в 2003-м.
В 1997 году Зайцев был приглашён на запись альбома группы Чиж & Co «Бомбардировщики», скрипка в песнях «Под звёздами Балканскими», «Бомбардировщики», «Жёлтые листья».
На фестивале «Rock Fuzz» '97 в Санкт-Петербурге во Дворце Спорта «Юбилейный» вошёл в состав группы «Полковник и Однополчане».
21 ноября 1997 г. Никита Зайцев сыграл на скрипке в песнях «Прекрасная любовь» и «Ленинград» во время программы Юрия Шевчука «Акустика» в питерском БКЗ «Октябрьский».
С 1995 г. Ольга Першина создавала и выпускала для радиостанций Санкт-Петербурга синглы с Рождественскими песнями (обычно включающие по два-три номера). Поначалу они звучали на английском, но в 1998 г. Першина вернулась к русскому языку. Как и прежде, в работе над синглами участвовали многие известные в городе музыканты, в том числе и Никита Зайцев.
Вместе с Юрием Шевчуком ездил по некоторым городам России зимой 1998 года, в рамках акустических концертов «Я заполучил эту роль».
В 1997 году выступает с Комитетом Охраны Тепла в Санкт-Петербурге.
В 1998 году смог вернуться в ДДТ и войти в новую программу «Мир номер ноль», а также одноимённый альбом, плотно работая с группой. Электро-скрипка звучит в композициях «Он», «Музыкальный образ-2», «Расстреляли рассветами». Шевчук отметил: «Никита Зайцев опять с нами, и я надеюсь, теперь навсегда. Со своей скрипкой тоже отвечает за образную музыку».
Осенью 1999 года была предпринята попытка записать альбом группы Курылёв-бэнд на репетиционной студии ДДТ на Тамбовской, но из-за создания «Метели августа» процесс был прерван, а после, к весне 2000 года, начался переезд на новую базу. Оборудование было демонтировано, многоканальные записи песен Курылёва в компьютере стерты, остались несколько черновых вариантов трёх-четырёх песен. С участием Никиты Зайцева, на магнитофонной кассете, сохранилась только запись «Белой Песни», которую он успел сделать, в таком авангардном виде Курылёв не стал включать её в своё произведение «Дождаться Годо», вышедшее в 2001 году.
В последние месяцы жизни Никита Зайцев выступает в рамках созданного в Минске «Театра Никиты Зайцева» с «Никита Зайцев Бэнд». 2 декабря 1999 года представил свою дебютную программу «Пять пар рук» в качестве одного из руководителей.
Сотрудничал с саксофонистом Михаилом Костюшкиным, исполняли программу под названием «Река Оккервиль» — инструментальная музыка, «фьюжн» с элементами авангарда. Выступал с Михаилом Сурьиным, который записал альбом «Гончий пёс». Они играли музыку Чака Берри, Литтл Ричарда, Элвиса Пресли, Эрика Клэптона, Карлоса Сантаны.

### Последние выступления
В 2000 году Зайцева пригласили записываться на альбоме группы Pushking «Keepers of the nature and art». Эта студийная работа стала последней.
Одни из его последних публичных выступлений (вместе с Юрием Шевчуком и Вадимом Курылёвым в составе группы ДДТ (альбом «Песни для друга. Часть 2», изданный в 2002 году) и с Владимиром Рекшаном и Евгением Волощуком в составе группы «Санкт-Петербург») прошли 28 июля 2000 года на вечере памяти Андрея «Дюши» Романова и 2 августа 2000 года в составе группы ДДТ во дворце спорта «Юбилейный» на праздничном концерте, посвящённому дню ВДВ.
В августе 2000 г. Никита Зайцев попал во 2-ю многопрофильную больницу Санкт-Петербурга с внутренним кровотечением. По словам гитариста «ДДТ» Вадима Курылёва, у Зайцева была больная печень, однако врачи в поликлинике, куда обращался за помощью музыкант, не смогли поставить ему правильный диагноз и назначить нужный курс лечения. В результате болезнь оказалась запущенной. Сделать операцию ему не успели — пробыв в клинике один день, 23 августа Никита Зайцев скончался в реанимации от печёночной комы.
Похоронен на Большеохтинском кладбище Санкт-Петербурга.

## Память
В конце 2000 года, во время концертной программы ДДТ «20:00», был показан пятиминутный мемориальный фильм про Никиту Зайцева. Без слов, с музыкой. Над тёмной сценой — сменяющие друг друга кадры и пронзительный звук скрипки. Скрипка Никиты не зазвучит на юбилейном концерте, перед смертью он мечтал дожить до этого. Юрий Шевчук: «Мы проводили в последний путь музыканта Никиту Зайцева. На концерте мы поговорим, конечно, о Никите. Многие чувствуют сердцем свою смерть, и с ним случилась такая вещь. Никита перед уходом из жизни записал великолепный альбом инструментальной музыки — это сочетание джаза и симфонических мелодий. 45 минут серьёзной, питерской музыки. И этот альбом мы постараемся сейчас выпустить». Данное обещание оказалось несбыточным.
В 2002 году появился фильм «Время ДДТ». Алена Вислякова: «Самое же главное, на мой взгляд, что мы смогли снять интервью с Никитой Зайцевым, буквально через два месяца после этого разговора ушедшего из жизни, так что нам в последней серии пришлось сделать страничку его памяти».
5 февраля 2006 года в петербургском клубе «Zorro» прошёл концерт, посвящённый пятидесятилетию Никиты Зайцева. В 2006 году издан сборник памяти Никиты Зайцева «DDT Family», составленный из произведений людей, «служивших» в разное время музыкантами «ДДТ», с самого появления группы, и представленных как авторы и исполнители: Владимир Сигачев, Рустэм Асанбаев, Нияз Абдюшев, Сергей Рыженко, Юрий Шевчук, Вадим Курылёв, Андрей Васильев, Александр Ляпин, Алексей Федичев, Константин Шумайлов. Композиции «Состояние Души» с порядковым номером принадлежат самому Зайцеву как композитору и аранжировщику (скрипка, рояль).
Альбом, наигранный Никитой Зайцевым в 1999 году и записанный Владимиром Кузнецовым, содержит восемь инструментальных треков, не имеющих названия и даже во многом конечной формы. Также не имеет названия сам альбом и не предполагался законченной работой, но он остался таким..
В 2006 году на сборнике «Митьковская Олимпиада», 4-й диск, присутствует трек «Корзинин & Курехин & Зайцев & Титов — Все к лучшему».
В 2008 году Вадим Курылёв посвятил свой альбом «Тонкая Игра» памяти Юрия Морозова и Никиты Зайцева.
В 2010 году выходит сборник-посвящение Никите Зайцеву «Никита Зайцев: Послезвучие», в который вошли композиции разных музыкантов и групп, с которыми сотрудничал Никита. Презентация состоялась 23 сентября в петербургском клубе «Чеширский кот», где Андрей Васильев и Вадим Курылёв сыграли в память песню «Смерти не было». Данное издание не предназначено для широкого распространения. Первый диск содержит студийные записи, по большей части официально издававшиеся. Второй диск собран из редких неизданных архивных материалов: фрагментов выступления группы Санкт-Петербург в 1972 году; также записей Николая Корзинина, группы Стаса Намина, концертов Комитета охраны тепла, Полковника и Однополчан, ДДТ, Курылёв-бэнда (клуб «Зоопарк», 1999). Не удалось найти записи джазового проекта Михаила Костюшкина с участием Никиты Зайцева.
В 2011 году появилась инструментальная мемориальная композиция Андрея Васильева «11 лет без Зольцмана».
В 2013 году был обнародован альбом Зайцева, названный издателем «Now & Zen». Название взято от пластинки Роберта Планта..

## Оценки
Никита Зайцев, его жизнь, уход… До сих пор переживаю. Он был, конечно, редкий человек и музыкант. И поэтому после его смерти у нас на скрипке до сих пор никто не играет.— Юрий Шевчук

 Вот играл Никита Зайцев в ДДТ. И никто не знает. Все знают Юру Шевчука и всё. С одной стороны, он личность, с другой, вспомнить тех же ДДТ, там все были личности.— Михаил Владимиров

 Музыкант до мозга костей, Никита внёс в музыкальный лексикон DDT много новых слов и выражений; вне всякий сомнений, особенно, на ранних этапах питерского периода в истории группы, его мелодическое чутьё, безупречный вкус, таланты импровизатора и деликатного аккомпаниатора были одним из Слонов, на которых зиждилась Вселенная DDT.— Андрей Бурлака

 В душе Никиты сочетались два великих имени и личности — Николо Паганини и Джими Хендрикс. Трудно было всю эту экспрессию удерживать в одном теле в наше безжалостное время. Он сгорел как комета — никто не успел и глазом моргнуть! Далеко не многие могут быть преданными музыке до конца.— Валерий Белинов

 Зайцев — тот человек, о котором можно написать книгу. Такое даже в голливудских блокбастерах не встречал. Это такая глыба! При мне человек творил просто чудеса. Как музыкант — само собой. Он мог довести до слёз любого отморозка игрой на скрипке. И не только игрой. Это был мой второй папа на гастролях. То, что я пытаюсь сделать сам — жалкая пародия на Никиту Владимировича. Глыбище и музыкантище! Человек, к сожалению, забытый очень быстро. Я считаю, что это просто неправильно.

«ДДТ» практически держалась на трёх китах: Юра, Доца и Никита, которые этот проект и раскачали.— Андрей Васильев

 Никиту Зайцева я тоже отношу к разряду своих учителей. Демонически прекрасную искру его психоделической боли я видел много раз, когда играл с ним бок о бок в «ДДТ». Этот человек был совершено безбашенным гением. Наркотики его погубили раньше, чем он успел пожалеть об этом. На концертах Никита играл на скрипке так, что через пять минут на смычке оставалась лишь половина волос. Жил он так же. К 44 годам на его смычке остался один волосок. Он не мог иначе — он порвал и его. Со смертью Никиты для меня закончилась эпоха «ДДТ».— Вадим Курылёв

## Дискография
- 2006 — Истоки (Приложение к журналу FUZZ, № 1-2006)
- 2010 — Никита Зайцев: Послезвучие
- 2013 — Now&Zen (Никита Зайцев и Вадим Курылёв)

Pushking
- 2000 — Keepers of the Nature and Art

АлисА
- 1993 — Для тех, кто свалился с Луны

Группа Стаса Намина
Студийные
- 1982 — Миньон (EP)

Сборники
- 1994 — Цветы
- 1995 — 1972—1979
- 2003 — Синглы 1972—1979
- 2006 — Летний вечер

ДДТ
Студийные
- 1987 — Я получил эту роль
- 1991 — Оттепель
- 1991 — Пластун
- 1994 — Это всё…
- 1998 — Мир номер ноль
- 2000 — Метель августа
- 2003 — Единочество. Часть II. Живой (посмертно)

Сборники
- 1991 — Однажды в Рок-клубе. «Серебро на розовом»
- 1999 — Легенды русского рока. ДДТ, часть 1
- 1999 — Просвистела
- 2000 — Энциклопедия Российского рока
- 2001 — 10 лет Питерскому рок-клубу
- 2002 — Песни для друга. Часть 2
- 2004 — Grand Collection
- 2005 — XXV
- 2005 — Гляди пешком
- 2005 — Легенды русского рока. ДДТ, часть 2
- 2006 — DDT Family

Митьки
- 2002 — Зе бест
- 2003 — Революшен
- 2006 — Митьковская Олимпиада Vol. 4
- 2007 — Митьковская Олимпиада Vol. 5

Николай Корзинин
- 1987 — Камни Санкт-Петербурга

Вадим Курылёв
- 2001 — Дождаться Годо (переиздание, 2019)

Полковник и однополчане
- 2003 — FUZZbox Vol.16 — Премия FUZZ 1997

Санкт-Петербург
- 1997 — Классика
- 1997 — Революция
- 2000 — Лучшее 1970—2000
- 2003 — Живьём
- 2003 — По полю танки грохотали
- 2009 — Избранные[74]
- 2009 — 1972-й[75]

Чиж & Co
- 1997 — Бомбардировщики

Юрий Степанов
- 1991 — Gypsy Love

Юрий Шевчук
- 2001 — Два концерта. Акустика

## Видеография
- 1987 — Концерт в ДК посёлка Шушары[76]
- 1988 — Фильм-концерт группы ДДТ — «Оттепель»[77]
- 1989 — Пластун (Видеоколлекция ДДТ, 2004)
- 1990 — Старая дорога (фильм-концерт к десятилетию группы ДДТ)
- 1995 — От & До. Live (Видеоколлекция ДДТ, 2004)
- 1997 — Юрий Шевчук. Два концерта (Видеоколлекция ДДТ, 2004)
- 1998 — Мир номер ноль (Видеоколлекция ДДТ, 2004)
- 2000 — ДДТ — Уездный город N. Концерт, стихи, интервью[78]
- 2001 — MP3 коллекция. DDT. Диск 1 (Рождённый в СССР, видео 1991 г.)[79]
- 2002 — Время ДДТ (история группы 1980—2000)
- 2005 — Я живой! (концерты ДДТ 1987—2003)
- 2007 — Комитет охраны тепла — Скоро Лето (жёсткий реггей)[80]. Запись концерта 1997 года в питерском Рок-клубе. Серия «Архив Русского Рока», том 7.
- 2008 — DDT: Лучшие клипы (период 1987—2005)